# 원자베티
《원자베티》(Atomic Betty)은 캐나다의 텔레비전 애니메이션이다. 캐나다에서는 2004년 8월 29일에 방영을 시작해서 2008년 1월 29일에 종영을 했다.

## 등장 인물
베티 배럿/원자베티 (Betty Barrett/Atomic Betty)
1996년 10월 4일 출생
카자흐인과 영국인의 혼혈.